# إد موراي (سياسي أمريكي)
إد موراي (بالإنجليزية: Ed Murray) هو سياسي أمريكي، ولد في 2 مايو 1955 في أبردين في الولايات المتحدة. حزبياً، نشط في الحزب الديمقراطي. وقد انتخب عضو مجلس نواب واشنطن.